# Lijst van voetbalinterlands Noord-Ierland - Oostenrijk
Deze lijst van voetbalinterlands is een overzicht van alle officiële voetbalwedstrijden tussen de nationale teams van Noord-Ierland en Oostenrijk. De landen speelden tot op heden dertien keer tegen elkaar. De eerste ontmoeting, een groepswedstrijd tijdens het Wereldkampioenschap voetbal 1982, werd gespeeld in Madrid (Spanje) op 1 juli 1982. De laatste ontmoeting, een groepswedstrijd tijdens de UEFA Nations League 2020/21, vond plaats op 15 november 2020 in Wenen.

## Wedstrijden
| №  | Plaats  | Datum             | Competitie                  | Wedstrijd                  | Uitslag |
| -- | ------- | ----------------- | --------------------------- | -------------------------- | ------- |
| 1  | Madrid  | 1 juli 1982       | WK 1982                     | Oostenrijk – Noord-Ierland | 2 – 2   |
| 2  | Wenen   | 13 oktober 1982   | EK 1984 kwalificatie        | Oostenrijk – Noord-Ierland | 2 – 0   |
| 3  | Belfast | 21 september 1983 | EK 1984 kwalificatie        | Noord-Ierland – Oostenrijk | 3 – 1   |
| 4  | Wenen   | 14 november 1990  | EK 1992 kwalificatie        | Oostenrijk – Noord-Ierland | 0 – 0   |
| 5  | Belfast | 16 oktober 1991   | EK 1992 kwalificatie        | Noord-Ierland – Oostenrijk | 2 – 1   |
| 6  | Wenen   | 12 oktober 1994   | EK 1996 kwalificatie        | Oostenrijk – Noord-Ierland | 1 – 2   |
| 7  | Belfast | 15 november 1995  | EK 1996 kwalificatie        | Noord-Ierland – Oostenrijk | 5 – 3   |
| 8  | Belfast | 13 oktober 2004   | WK 2006 kwalificatie        | Noord-Ierland – Oostenrijk | 3 – 3   |
| 9  | Wenen   | 12 oktober 2005   | WK 2006 kwalificatie        | Oostenrijk – Noord-Ierland | 2 – 0   |
| 10 | Wenen   | 12 oktober 2018   | UEFA Nations League 2018/19 | Oostenrijk – Noord-Ierland | 1 – 0   |
| 11 | Belfast | 18 november 2018  | UEFA Nations League 2018/19 | Noord-Ierland – Oostenrijk | 1 − 2   |
| 12 | Belfast | 11 oktober 2020   | UEFA Nations League 2020/21 | Noord-Ierland − Oostenrijk | 0 − 1   |
| 13 | Wenen   | 15 november 2020  | UEFA Nations League 2020/21 | Oostenrijk − Noord-Ierland | 2 − 1   |

## Samenvatting
| Competitie          | Totaal gespeeld | Winst Noord-Ierland | Gelijk | Winst Oostenrijk | Doelsaldo Noord-Ierland – Oostenrijk |
| ------------------- | --------------- | ------------------- | ------ | ---------------- | ------------------------------------ |
| WK-eindronde        | 1               | 0                   | 1      | 0                | 2 − 2                                |
| WK-kwalificatie     | 2               | 0                   | 1      | 1                | 3 − 5                                |
| EK-kwalificatie     | 6               | 4                   | 1      | 1                | 12 − 8                               |
| UEFA Nations League | 4               | 0                   | 0      | 4                | 2 − 6                                |
| Totaal              | 13              | 4                   | 3      | 6                | 19 − 21                              |

## Details

### Eerste ontmoeting
| WK 1982 (Madrid, Spanje, 1 juli 1982): |              | |
| Oostenrijk | 2 – 2        | Noord-Ierland |
| Bruno Pezzey 51' Reinhold Hintermaier 68' | goals        | 28' Billy Hamilton 75' Billy Hamilton |
| Felix Latzke en Georg Schmidt | bondscoach   | Billy Bingham |
| Friedrich Koncilia Bernd Krauss Erich Obermayer Bruno Pezzey Ernst Baumeister Herbert Prohaska Johann Pregersbauer 46' Anton Pichler Walter Schachner Maximilian Hagmayr 46' Gernot Jurtin | opstellingen | Jim Platt James Nicholl Chris Nicholl Samuel McIlroy Sammy Nelson Martin O'Neill John McClelland Gerald Armstrong Billy Hamilton 68' Norman Whiteside David McCreery |
| Reinhold Hintermaier 46' Kurt Welzl 46' | wissels      | 68' Noel Brotherston |
| Anton Pichler 86' | gele kaarten | |

### Zesde ontmoeting
| EK 1996 kwalificatie (Wenen, Oostenrijk, 12 oktober 1994): |       |                                  |
| Oostenrijk                                                 | 1 – 2 | Noord-Ierland                    |
| Toni Polster 24' (pen.)                                    | goals | 3' Keith Gillespie 36' Phil Gray |

IFA · A-internationals · Selecties · Bondscoaches · Noord-Iers vrouwenelftal · Brits olympisch elftal · N-Ierland U21 · N-Ierland U20 · N-Ierland U19 · N-Ierland U18 · N-Ierland U17 · N-Ierland U16
1882 – 1899 ·
1900 – 1919 ·
1920 – 1929 ·
1930 – 1939 ·
1940 – 1949 ·
1950 – 1959 ·
1960 – 1969 ·
1970 – 1979 ·
1980 – 1989 ·
1990 – 1999 ·
2000 – 2009 ·
2010 – 2019 ·
2020 – 2029
EK 2016
WK 1958 · 
WK 1982 · 
WK 1986
1921 · 
1922 · 
1923 · 
1924 · 
1925 · 
1926 · 
1927 · 
1928 · 
1929 · 
1930 · 
1931 · 
1932 · 
1933 · 
1934 · 
1935 · 
1936 · 
1937 · 
1938 · 
1939 · 
1940 · 1941 · 1942 · 1943 · 1944 · 1945 · 
1946 · 
1947 · 
1948 · 
1949 · 
1950 · 
1952 · 
1952 · 
1953 · 
1954 · 
1955 · 
1956 · 
1957 · 
1958 · 
1959 · 
1960 · 
1961 · 
1962 · 
1963 · 
1964 · 
1965 · 
1966 · 
1967 · 
1968 · 
1969 · 
1970 · 
1971 · 
1972 · 
1973 · 
1974 · 
1975 · 
1976 · 
1977 · 
1978 · 
1979 · 
1980 · 
1981 · 
1982 · 
1983 · 
1984 · 
1985 · 
1986 · 
1987 · 
1988 · 
1989 · 
1990 ·
1991 · 
1992 · 
1993 · 
1994 · 
1995 · 
1996 · 
1997 · 
1998 · 
1999 · 
2000 · 
2001 · 
2002 · 
2003 · 
2004 · 
2005 · 
2006 · 
2007 · 
2008 · 
2009 · 
2010 · 
2011 · 
2012 · 
2013 · 
2014 · 
2015 · 
2016 · 
2017 · 
2018 · 
2019 · 
2020 · 
2021 ·
2022 ·
2023 ·
2024
Albanië ·
Algerije ·
Andorra ·
Argentinië ·
Armenië ·
Australië ·
Azerbeidzjan ·
Barbados ·
België ·
Bosnië en Herzegovina ·
Brazilië ·
Bulgarije ·
Canada ·
Chili ·
Colombia ·
Costa Rica ·
Cyprus ·
Denemarken ·
Duitsland ·
Engeland ·
Estland ·
Faeröer ·
Finland ·
Frankrijk ·
Georgië · 
Griekenland ·
Honduras ·
Hongarije ·
Ierland ·
IJsland ·
Israël ·
Italië ·
Joegoslavië ·
Kazachstan ·
Kosovo ·
Kroatië ·
Letland ·
Liechtenstein ·
Litouwen ·
Luxemburg · 
Malta ·
Marokko ·
Mexico ·
Moldavië ·
Montenegro ·
Nederland ·
Nieuw-Zeeland ·
Noorwegen ·
Oekraïne ·
Oostenrijk ·
Panama ·
Polen ·
Portugal ·
Qatar ·
Roemenië ·
Rusland ·
Saint Kitts en Nevis ·
San Marino ·
Schotland ·
Servië ·
Servië en Montenegro ·
Slovenië ·
Slowakije ·
Sovjet-Unie ·
Spanje ·
Thailand ·
Trinidad en Tobago ·
Tsjechië ·
Tsjecho-Slowakije ·
Turkije ·
Uruguay ·
Verenigde Staten ·
Wales ·
Wit-Rusland · 
Zuid-Korea ·
Zweden ·
Zwitserland
Frankrijk (1982) · Oekraïne (2016) · Oostenrijk (1982) · Polen (2016)
ÖFB · A-internationals · Selecties · Bondscoaches · Oostenrijks vrouwenelftal · Olympisch elftal · Oostenrijk U21 · Oostenrijk U20 · Oostenrijk U19 · Oostenrijk U18 · Oostenrijk U17 · Oostenrijk U16 · Vrouwen U17
1902 – 1919 ·
1920 – 1929 ·
1930 – 1939 ·
1940 – 1949 ·
1950 – 1959 ·
1960 – 1969 ·
1970 – 1979 ·
1980 – 1989 ·
1990 – 1999 ·
2000 – 2009 ·
2010 – 2019 ·
2020 – 2029
EK's: 2008 · 
2016 · 
2020 · 
2024
WK's: 1934 · 
1954 · 
1958 · 
1978 · 
1982 · 
1990 · 
1998
OS: 1912 ·
1936 ·
1948 ·
1952
1902 · 
1903 · 
1904 · 
1905 · 
1906 · 
1907 · 
1908 · 
1909 · 
1910 · 
1911 · 
1912 · 
1913 · 
1914 · 
1915 · 
1916 · 
1917 · 
1918 · 
1919 · 
1920 · 
1921 · 
1922 · 
1923 · 
1924 · 
1925 · 
1926 · 
1927 · 
1928 · 
1929 · 
1930 · 
1931 · 
1932 · 
1933 · 
1934 · 
1935 · 
1936 · 
1937 · 
1938 · 1939 · 1940 · 1941 · 1942 · 1943 · 1944 · 1945 · 
1946 · 
1947 · 
1948 · 
1949 · 
1950 · 
1952 · 
1952 · 
1953 · 
1954 · 
1955 · 
1956 · 
1957 · 
1958 · 
1959 · 
1960 · 
1961 · 
1962 · 
1963 · 
1964 · 
1965 · 
1966 · 
1967 · 
1968 · 
1969 · 
1970 · 
1971 · 
1972 · 
1973 · 
1974 · 
1975 · 
1976 · 
1977 · 
1978 · 
1979 · 
1980 · 
1981 · 
1982 · 
1983 · 
1984 · 
1985 · 
1986 · 
1987 · 
1988 · 
1989 · 
1990 ·
1991 · 
1992 · 
1993 · 
1994 · 
1995 · 
1996 · 
1997 · 
1998 · 
1999 · 
2000 · 
2001 · 
2002 · 
2003 · 
2004 · 
2005 · 
2006 · 
2007 · 
2008 · 
2009 · 
2010 · 
2011 · 
2012 · 
2013 · 
2014 · 
2015 · 
2016 · 
2017 · 
2018 · 
2019 · 
2020 · 
2021 ·
2022
Albanië ·
Algerije ·
Andorra ·
Argentinië ·
Azerbeidzjan ·
België ·
Bosnië en Herzegovina ·
Brazilië ·
Bulgarije ·
Canada ·
Chili ·
Costa Rica ·
Cyprus ·
Denemarken ·
DDR ·
Duitsland ·
Egypte ·
Engeland ·
Estland ·
Faeröer ·
Finland ·
Frankrijk ·
Georgië ·
Ghana ·
Griekenland ·
Hongarije ·
Ierland ·
IJsland ·
Iran ·
Israël ·
Italië ·
Ivoorkust ·
Japan ·
Joegoslavië ·
Kameroen ·
Kazachstan ·
Kroatië ·
Letland ·
Liechtenstein ·
Litouwen ·
Luxemburg ·
Malta ·
Moldavië ·
Montenegro ·
Nederland ·
Nigeria ·
Noord-Ierland ·
Noord-Macedonië ·
Noorwegen ·
Oekraïne ·
Paraguay ·
Peru ·
Polen ·
Portugal ·
Roemenië ·
Rusland ·
San Marino ·
Schotland ·
Servië ·
Slovenië ·
Slowakije ·
Sovjet-Unie ·
Spanje ·
Trinidad en Tobago ·
Tsjechië ·
Tsjecho-Slowakije ·
Tunesië ·
Turkije ·
Uruguay ·
Venezuela ·
Verenigde Staten ·
Wales ·
Wit-Rusland ·
Zweden ·
Zwitserland
Algerije (1982) · 
Chili (1982) · 
Duitsland (2008) · 
Frankrijk (1982) · 
Hongarije (2016) · 
Italië (2021) · 
Kroatië (2008) · 
Nederland (2021) · 
Noord-Ierland (1982) · 
Noord-Macedonië (2021) · 
Oekraïne (2021) · 
Polen (2008) ·  
Portugal (2016) · 
West-Duitsland (1982)